# Heraclea de Migdonia

Mapa donde se puede apreciar la posible situación de la antigua Heraclea de Migdonia, a orillas del río Axio, al sur de Icnas.

Heraclea (en griego, Ηράκλεια) es el nombre de una antigua ciudad griega de la región de Migdonia.
Se conoce principalmente por fuentes epigráficas. La más antigua de todas pertenece al siglo IV a. C. y el resto son del periodo helenístico y romano. Es citada también por Esteban de Bizancio, que la sitúa en Macedonia.
Se ha sugerido que podría haberse localizado en la margen oriental del río Axio, al noroeste de Tesalónica, en la actual Agios Athanasios.